# Protein-ribulozamin 3-kinaza
Protein-ribulozamin 3-kinaza (EC 2.7.1.172, Fn3KRP, FN3K-srodni protein, FN3K-RP, ketozaminska 3-kinaza 2, protein strodan sa fruktozamin-3-kinazom, ribulozamin/eritrulozamin 3-kinaza, ribulozaminska 3-kinaza) je enzim sa sistematskim imenom ATP:(protein)-N6-D-ribulosil-L-lizin 3-fosfotransferaza. Ovaj enzim katalizuje sledeću hemijsku reakciju
ATP + [protein]-6--ribulozil-L-lizin {\displaystyle \rightleftharpoons } ADP + [protein]-6-(3-O-fosfo-D-ribulozil)-L-lizin
Ovaj enzim učesvuje u oslobađanju proteina iz ribulozamina ili psikozamina.

## Literatura
- Nicholas C. Price; Lewis Stevens (1999). Fundamentals of Enzymology: The Cell and Molecular Biology of Catalytic Proteins (Third изд.). USA: Oxford University Press. ISBN 019850229X.
- Eric J. Toone (2006). Advances in Enzymology and Related Areas of Molecular Biology, Protein Evolution (Volume 75 изд.). Wiley-Interscience. ISBN 0471205036.
- Branden C; Tooze J. Introduction to Protein Structure. New York, NY: Garland Publishing. ISBN 0-8153-2305-0.
- Irwin H. Segel. Enzyme Kinetics: Behavior and Analysis of Rapid Equilibrium and Steady-State Enzyme Systems (Book 44 изд.). Wiley Classics Library. ISBN 0471303097.
- William P. Jencks (1987). Catalysis in Chemistry and Enzymology. Dover Publications. ISBN 0486654605.

## Spoljašnje veze
- Protein-ribulosamine+3-kinase на 